# $1.000.000 Worth of Twang
$1,000,000 Worth of Twang é um álbum de Duane Eddy feito em 1960, sendo sua gravadora a Jamie Records.

## Desempenho gráfico
O álbum foi lançado com Jamie Records em 1960. Ele entrou na parada de álbuns pop da Billboard em 26 de dezembro de 1960, alcançou a décima posição e permaneceu na parada por nove semanas. Foi um dos dois únicos álbuns de Duane Eddy a entrar no top 10, sendo o outro Have 'Twangy' Guitar Will Travel.
A popularidade do álbum levou ao lançamento em 1961 de "$ 1.000.000 Worth of Twang, Vol. II".

## Análises
Na época de seu lançamento em novembro de 1960, o crítico musical Gee Mitchell escreveu: "'$1.000.000 Worth of Twang' (Jamie) desperta muita ação em coisas como 'Rebel Rouser', 'Moovin' and Groovin',' e ' Because They Are Young.' Mas é melhor diminuir o volume um ou dois pontos."
AllMusic deu ao álbum uma classificação de quatro estrelas e meia, com o crítico Cub Koda chamando-o de "sólida coleção de melhores". A Enciclopédia de Música Popular também deu ao álbum uma classificação de quatro estrelas.
| Fonte    | Nota  |
| -------- | ----- |
| AllMusic | 4.5/5 |

Em janeiro e fevereiro de 2017, o ARChive of Contemporary Music apresentou "$ 1.000.000 Worth of Twang" em sua vitrine com comentários do site do arquivista-chefe Fred Patterson. Patterson descreveu o álbum como "nossa própria ideia do que vale um milhão de dólares... uma compilação dos maiores sucessos de Duane Eddy até 1960, pendurada em nossa janela para lembrar as pessoas sobre as coisas importantes da vida. Sim. Twang!"

## Músicas

### Lado A
1. "Rebel Rouser" [2:02]
2. "Cannonball" [1:52]
3. "The Quiet Three" [1:57]
4. "Bonnie Came Back" [1:59]
5. "Because They're Young" [1:59]
6. "Theme for Moon Children" [2:15]

### Lado B
1. "Moovin' 'n Groovin'" [2:03]
2. "The Lonely One" [1:40]
3. "Forty Miles of Bad Road" [2:10]
4. "Some Kind-a Earthquake" [1:17]
5. "First Love, First Tears" [2:05]
6. "Kommotion" [2:25]